# Malta Philharmonic Orchestra

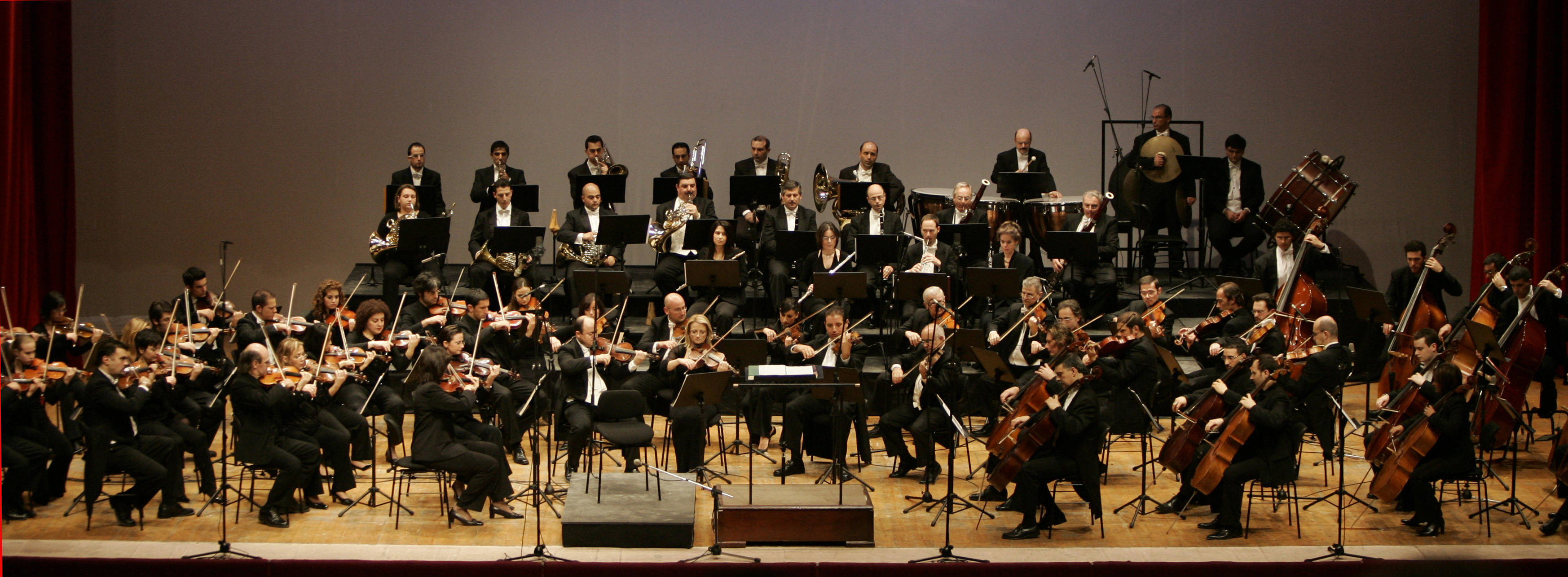
Malta Philharmonic Orchestra

Das Malta Philharmonic Orchestra ist ein maltesisches Sinfonieorchester.

## Geschichte
Das Malta Philharmonic Orchestra wurde 1968 ursprünglich als Kammerorchester unter dem Namen Manoel Theatre Orchestra gegründet. 1997 wurde das Orchester in The National Orchestra of Malta umbenannt und fortan als unabhängige Einrichtung geführt. Der erste Chefdirigent war Joseph Vella. Unter aktuellem Namen und Größe trat das Orchester erstmals im Jahr 2008 anlässlich des Beitritts von Malta in die Europäische Union auf. Der derzeitige Chefdirigent ist Brian Schembri. Im Lauf seiner regen nationalen und internationalen Konzerttätigkeit trat das Orchester mit renommierten Dirigenten und Solisten auf, darunter Jose Carreras, Andrea Bocelli, Michelle Castelletti, Joseph Calleja, Johanna Beisteiner und Miriam Gauci.
Das Orchester wirkt auch regelmäßig an Opernaufführungen in den beiden Opernhäusern auf Gozo mit, jeweils unter der Leitung der dortigen hauseigenen Dirigenten.

## Uraufführungen unter Mitwirkung des Malta Philharmonic Orchestra (Auswahl)
- 2015: John Galea – Ave Maria, Basilika San Ġorġ (Victoria), Malta.[1]
- 2016: Karl Fiorini – De dioses y de perros (Von Göttern und Hunden) für Sopran, Chor und Orchester, Mediterranean Conference Centre (Malta), im Rahmen des International Spring Orchestra Festivals.[2]
- 2017: Reuben Pace – Concertino für Gitarre, Cembalo und Orchester, Teatru Manoel, im Rahmen des Valletta International Baroque Festivals.[3][4]